# Karl Taylor Compton
Karl Taylor Compton (14. září 1887 – 22. června 1954) byl americký fyzik a prezident Massachusettského technologického institutu (MIT) v letech 1930 až 1948.

## Ocenění
Karl Taylor Compton je nositelem celkem 32 čestných titulů. Po něm a po jeho bratrovi Arthuru, jenž byl také významným vědcem, je pojmenován kráter Compton na Měsíci. Mimo to získal Karl Compton vícero ocenění: v roce 1931 Rumfordovu cenu od American Academy, v roce 1950 Hooverovu medaili od trojice profesních organizací AIEE, ASME a AIME a v roce 1951 francouzský Řád čestné legie v hodnosti důstojníka (druhý stupeň z pěti).